# Game Shakers
Game Shakers es una serie de televisión de comedia de situación estadounidense creada por Dan Schneider y transmitida por Nickelodeon.  Se estrenó el 12 de septiembre de 2015 hasta su final el 8 de junio de 2019. La serie se desarrolla en torno a la vida de dos chicas, Babe Carano (Cree Cicchino) y Kenzie Bell (Madisyn Shipman) que crean una compañía de juegos y se asocian con la súper estrella del rap, Double G (Kel Mitchell). Otras estrella de la serie es Thomas Kuc como Hudson, y también aparece Benjamin Flores Jr. como Triple G, el hijo de Double G y el consultante de cada juego de los Game Shakers. La primera temporada de la serie consiste de 21 episodios con duración de 22 minutos cada uno.
Fue estrenada el 12 de septiembre de 2015, con un especial de una hora consistente en dos capítulos. El 25 de julio de 2015, el canal anunció varias estrellas invitadas en el show durante la primera temporada, incluidas a la exestrella del show de Nickelodeon, Victorious, Matt Bennett como él mismo; Yvette Nicole Brown como Helen, exestrella de Drake & Josh y estrella invitada en Victorious; GloZell, ProJared, y dos personas de Smosh Games, David Moss y Lazercorn.
En Latinoamérica, el episodio se preestrenó el 22 de febrero de 2016 en la plataforma. La serie fue estrenada el 25 de febrero de 2016.
El 2 de marzo de 2016, la serie fue renovada para una segunda temporada que se estrenó el 17 de septiembre de 2016.
El 16 de noviembre de 2016, Nickelodeon renovó a la serie para una tercera temporada de 18 episodios. También, confirmó un crossover entre Game Shakers y Henry Danger que fue estrenado en noviembre de 2017.
El 27 de marzo de 2018, Nickelodeon anunció la cancelación de la serie, debido a que el productor de la serie Dan Schneider decidió no ampliar su contrato con Nickelodeon.
La serie finalizó oficialmente el 8 de junio de 2019.

## Sinopsis
Babe Carano (Cree Cicchino) y Kenzie Bell (Madisyn Shipman), dos adolescentes de 15 años que viven en Nueva York y crean para su proyecto de ciencias en la escuela un juego llamado Sky Whale, pero se meten en problemas cuando ponen la canción de un rapero famoso llamado Double G (Kel Mitchell) en su juego. Se ven obligadas a compartir las ganancias con él y además incluir a su hijo Triple G (Benjamin Flores Jr.) en su equipo, cuyo nombre sería Game Shakers.

## Personajes

### Personajes principales
- Cree Cicchino como Babe Carano, una chica de 12 años de edad y una de las creadoras de la compañía Game Shakers. Ella es la jefa del equipo, hace sus cosas para ella sola, sin importar lo que le digan los demás. Ella es creativa, confiada, perspicaz, y valiente, pero algo agresiva cuando se trata de tomar decisiones. También suele tratar de forma déspota y despiadada a sus amigos, sobre todo a Kenzie a quien maltrata e insulta constantemente (sobre todo cuando hace algo mal). A pesar de su personalidad valiente y agresiva, suele acobardarse y entrar en pánico, especialmente en situaciones complicadas o peligrosas.
- Madisyn Shipman como Kenzie Bell, una chica de 12 años de edad y una de las creadoras de la compañía Game Shakers. Ella es la inteligente del equipo, carece de sociabilidad y tiene un carácter contundente, pero la compensa sus grandes habilidades para la tecnología. Pese a considerar a Babe como su amiga muchas veces se deja maltratar o manipular por ella. De igual forma cuando se mete en problemas o hace algo malo, Kenzie suele hacer ruidos raros o sufrir ataques de ansiedad.
- Benjamin "Lil' P-Nut" Flores, Jr. como Triple G, hijo de Double G, que tuvo una infancia de lujo, pero lo que realmente le interesó fue tener una vida normal como los demás chicos de su edad. Se convierte en el asesor de los videojuegos producidos en Game Shakers. Su verdadero nombre es Grover George Griffin (aunque odian que lo llamen así).
- Thomas Kuc como Hudson Gimble, un amigo de Babe y Kenzie, así como un miembro de Game Shakers. A pesar de saber que Hudson no es necesariamente inteligente, Babe afirma en "Sky Whale" que es lindo y que hará lo que ella y Kenzie digan.
- Kel Mitchell como Double G, un famoso rapero y uno de los creadores y también socio de la compañía Game Shakers. Es un multimillonario y el principal inversor en la compañía de juegos. Con la ayuda de Babe y Kenzie, redescubre su amor hacia los videojuegos, mientras que algunos de sus conciertos los deja al olvido. Su verdadero nombre es Gale J. Griffin.

| Interpretado por                  | Personaje     | Temporada | Temporada | Temporada |
| Interpretado por                  | Personaje     | 1         | 2         | 3         |
| --------------------------------- | ------------- | --------- | --------- | --------- |
| Cree Cicchino                     | Babe Carano   | Principal | Principal | Principal |
| Madisyn Shipman                   | Kenzie Bell   | Principal | Principal | Principal |
| Benjamin "Lil' P-Nut" Flores, Jr. | Triple G      | Principal | Principal | Principal |
| Thomas Kuc                        | Hudson Gimble | Principal | Principal | Principal |
| Kel Mitchell                      | Double G      | Principal | Principal | Principal |

### Personajes secundarios
- Bubba Ganter como Bunny, asistente y guardaespaldas de Double G.[8] Es obeso y le gusta la comida, es propenso a cometer errores.
- Sheldon Bailey como Ruthless, asistente y guardaespaldas de Double G. No tiene mucha inteligencia, pero sigue las indicaciones de su jefe. También, usa un tono alto para hablar, que puede ser intimidante.

| Interpretado por | Personaje | Temporada  | Temporada  | Temporada  |
| Interpretado por | Personaje | 1          | 2          | 3          |
| ---------------- | --------- | ---------- | ---------- | ---------- |
| Bubba Ganter     | Bunny     | Recurrente | Recurrente | Recurrente |
| Sheldon Bailey   | Ruthless  | Recurrente | Recurrente | Recurrente |

## Episodios
| Temporada | Temporada | Episodios | Episodios | Emisión original         | Emisión original       |
| Temporada | Temporada | Episodios | Episodios | Primera emisión          | Última emisión         |
| --------- | --------- | --------- | --------- | ------------------------ | ---------------------- |
|           | 1         | 19        | 19        | 12 de septiembre de 2015 | 21 de mayo de 2016     |
|           | 2         | 24        | 24        | 17 de septiembre de 2016 | 4 de noviembre de 2017 |
|           | 3         | 18        | 18        | 10 de febrero de 2018    | 8 de junio de 2019     |

## Recepción
Game Shakers fue estrenado en Nickelodeon el 12 de septiembre de 2015, con un total de 2.08 millones de espectadores, luego del estreno de la nueva temporada de Henry Danger que obtuvo un total de 2.13 millones de espectadores. El segundo episodio tuvo un total de 1.94 millones de espectadores. En Canadá, la serie tuvo un total de 720,000 en YTV. En Reino Unido, la serie tuvo un total de 148 000 espectadores.
| Temporada | Horario (ET)       | Episodios | Estrenado                | Estrenado                          | Final              | Final                         | Audiencia (en millones) |
| Temporada | Horario (ET)       | Episodios | Fecha                    | Audiencia de estreno (en millones) | Fecha              | Audiencia final (en millones) | Audiencia (en millones) |
| --------- | ------------------ | --------- | ------------------------ | ---------------------------------- | ------------------ | ----------------------------- | ----------------------- |
| 1         | Sábados 8:30 p. m. | 19        | 12 de septiembre de 2015 | 2.08                               | 8 de junio de 2019 | 2.83                          | 1.75                    |